# Poecilosomella lusingana
Poecilosomella lusingana är en tvåvingeart som först beskrevs av Vanschuytbroeck 1959.  Poecilosomella lusingana ingår i släktet Poecilosomella och familjen hoppflugor.
Artens utbredningsområde är Kongo. Inga underarter finns listade i Catalogue of Life.